# Josef Anton Franz Bolongaro
Josef Anton Franz Bolongaro (* 23. Mai 1796 in Frankfurt am Main; † 7. Juni 1862 in Bad Ems) war ein deutscher Kaufmann und Politiker aus der Familie Bolongaro.

## Leben
Bolongaro war der Sohn des Bürgers und Handelsmanns in Frankfurt am Main Franz Bolongaro († 1809) und der Anna Helena Bertarelli (1775–1848). Er heiratete Helene Borgnis (1803–1890), Tochter des Francesco Antonio Borgnis, und der Cathérine Fontaine. Er lebte als Großkaufmann in Frankfurt am Main.
1830 bis 1862 gehörte er der ständigen Bürgerrepräsentation der Freien Stadt Frankfurt an. 1834 bis 1855 war er Mitglied im Gesetzgebenden Körper und dort 1853 Vizepräsident. Während der Märzrevolution war er 1848/49 Abgeordneter in der Constituierenden Versammlung der Freien Stadt Frankfurt.
Er war Ritter des Franz-Josephs-Ordens und des päpstlichen Gregorius-Ordens.

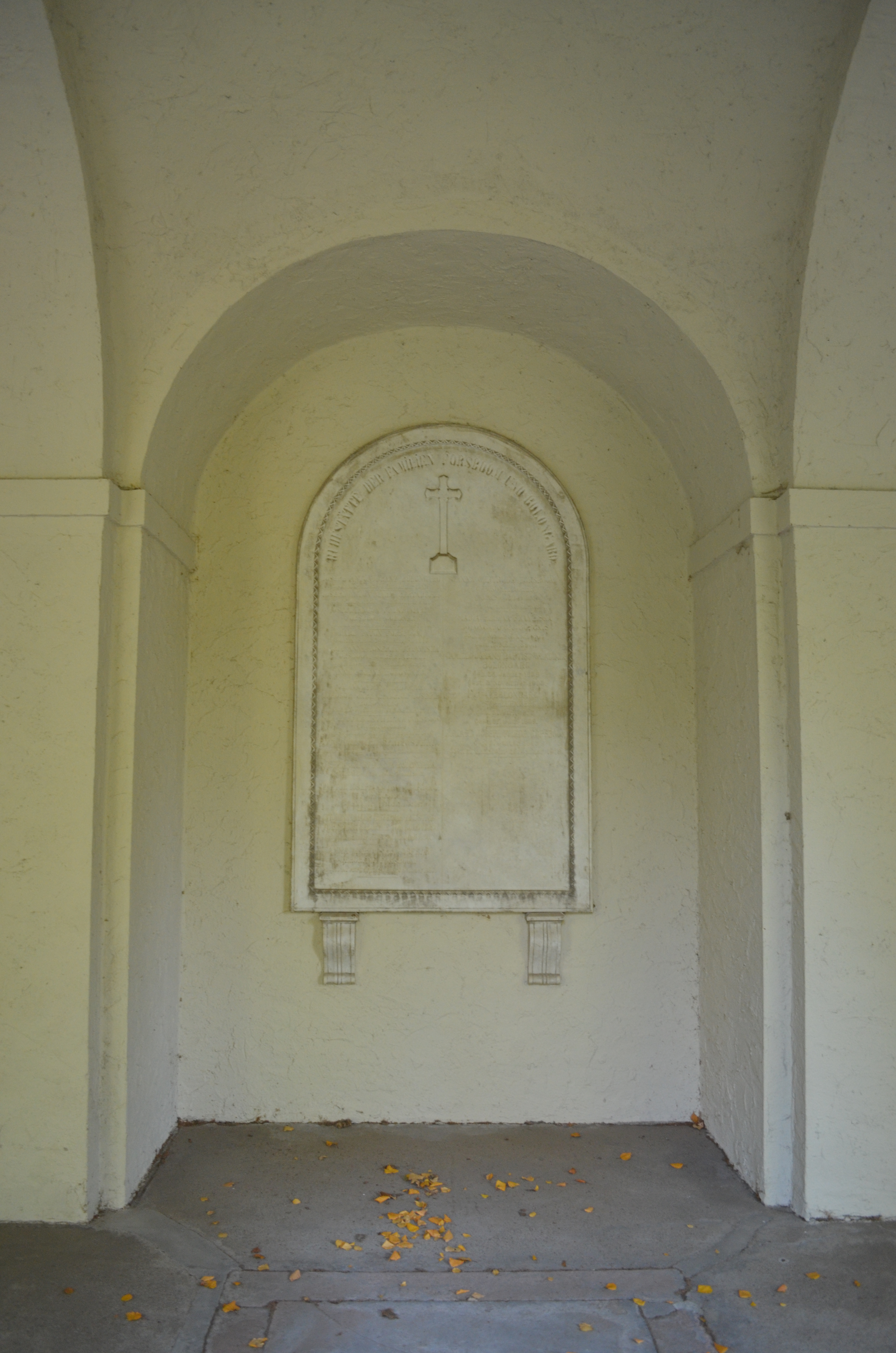
Grab

Er wurde am 10. Juni 1862 im Familiengrab in der Gruftenhalle, Gruft 31, auf dem Frankfurter Hauptfriedhof bestattet.